# Edinkillie Railway Viaduct
Der Edinkillie Railway Viaduct, auch Divie Viaduct, ist eine ehemalige Eisenbahnbrücke in der schottischen Streusiedlung Edinkillie in der Council Area Moray. 1971 wurde die Bogenbrücke  in die schottischen Denkmallisten in der Denkmalkategorie B aufgenommen.

## Geschichte
Der Edinkillie Railway Viaduct wurde als Teil der Inverness and Perth Junction Railway errichtet. Leitender Architekt war der schottische Ingenieur Joseph Mitchell. Lady Elma Bruce legte am 20. Oktober 1861 den Grundstein für den Bau des Viadukts. Am 9. September 1863 wurde die Brücke eröffnet. Die Gesamtkosten beliefen sich auf 10.231 £.
Die Einrichtung der Inverness and Perth Junction Railway bedeutete eine signifikante Verkürzung der Reisezeit zwischen dem Central Belt und Inverness, dem wirtschaftlichen Zentrum der Highlands. 1898 wurde der Streckenteil zwischen Aviemore und Forres, auf dem sich der Edinkillie Viaduct befindet, durch eine kürzere Verbindung ersetzt. Nicht mehr Teil der Hauptlinie, wurde der Streckenteil noch bis in die 1960er Jahre genutzt und dann aufgelassen. Nach dem Abtragen des Gleises wurde die ehemalige Trasse als Fernwanderweg Dava Way eröffnet.

## Beschreibung
Der 145 Meter lange Mauerwerksviadukt überspannt den Divie am Ostrand der Streusiedlung Edinkillie mit sieben Rundbögen. Sein Mauerwerk ist als Bossenwerk mit ausgemauerten Bögen ausgeführt. Sie weisen lichte Weiten von 13,7 Metern bei einer maximalen lichten Höhe von 32 Meter auf. Beiderseits schließt die Bogenbrücke mit niedrigen oktogonalen Türmen mit stilisierten Schießscharten und Zinnenbewehrungen.
Neben der Bantrach Bridge, der Bridge of Logie und der ein kurzes Stück flussabwärts querenden Bridge of Divie ist der Edinkillie Railway Viaduct eine von vier denkmalgeschützten Brücken über den 19 Kilometer langen Fluss.

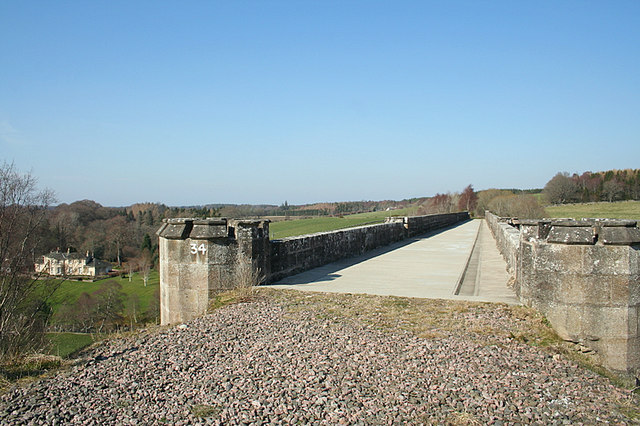
Blick über den Viadukt
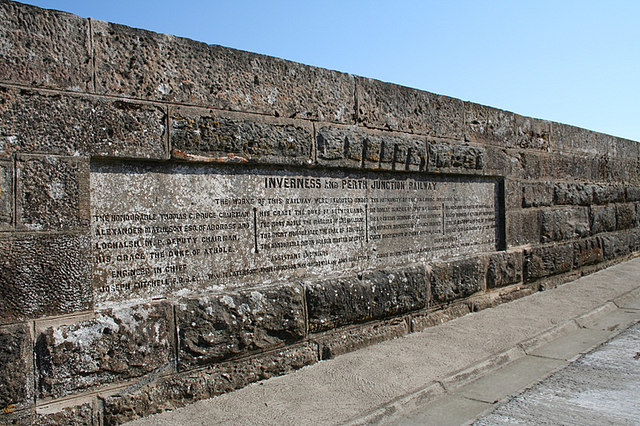
Gedenkplatte in der Brüstung